# Eudesmia menea
Eudesmia menea är en fjärilsart som beskrevs av Dru Drury 1782. Eudesmia menea ingår i släktet Eudesmia och familjen björnspinnare. Inga underarter finns listade i Catalogue of Life.